# Цветков, Дмитрий Николаевич
Дмитрий Николаевич Цветков (нем. Dmitri Zwetkow; род. 23 сентября 1968, Ленинград) — советский и российский хоккеист, защитник.
Начинал играть за «Звезду» Ленинград во второй лиге в сезоне 1986/87. С сезона 1987/88 стал выступать за СКА. Сезон 1996/97 провёл в шведском «Шеллефтео», следующие два сезона отыграл за финский «Кярпят». Сезон 1999/2000 начал в клубе «СаПКо», затем в течение 10 сезонов выступал за клубы низших немецких дивизионов Оберлиги ЕРЦ Зельб (2000/01), «Фюссен» (2001/02), Регионаллиги «Атлантис» Ульм/Ной-Ульм (2002/03), «Хернер Близзардс» (2003/04 — 2005/06), «Дортмунд» (2006/07 — 2007/08), «Динслакен Кобрас».